# Mount Chider
Mount Chider ist ein 3110 m hoher und markanter Berg im ostantarktischen Viktorialand. Er ragt 3 km südöstlich des Mount Hart in den Admiralitätsbergen auf.
Der United States Geological Survey kartierte ihn anhand eigener Vermessungen und Luftaufnahmen der United States Navy aus den Jahren von 1960 bis 1964. Das Advisory Committee on Antarctic Names benannte ihn 1970 nach Lieutenant Commander Thomas J. Chider (1937–2000), Hubschrauberpilot der Flugstaffel VX-6 auf der McMurdo-Station während der Operation Deep Freeze im Jahr 1968.